# Ingrijská vlajka

Vlajka Ingrie.

Ingrijská vlajka je národní vlajka Ingrie. Má žlutý obdélníkový list s modrým skandinávským křížem, který je po svých okrajích olemován červeným rámem. Barvy jsou převzaty z historického znaku Ingrie. Žlutá odráží úrodnost ingrijských polí, modrá je také symbolem řeky Něvy. Vlajka byla navržena kapitánem E. J. Haapakoskim během Ingerského povstání v letech 1918-1920. V úřad byla slavnostně uvedena 8. září 1919 v Republice Severní Ingrie.